# Proutictis adzearia
Proutictis adzearia là một loài bướm đêm trong họ Geometridae.